# Poa hubbardiana
Poa hubbardiana là một loài cỏ trong họ hòa thảo, thuộc chi poa.